# 2015 у театрі

## Події
- 22 січня — На засіданні Київської міської ради прийнято рішення про об'єднання двох театрів: Театр пластичної драми на Печерську та Київський експериментальний театр «Золоті ворота»[1][2][3]
- 1 липня — Пожежа у Черкаському академічному обласному українському музично-драматичному театрі ім. Тараса Шевченка. Повністю згоріла глядацька зала на 600 місць, перекриття між поверхами, обвалився дах театру. Вогонь зруйнував 500 квадратних метрів площі приміщення. Загиблих і травмованих не було[4][5]

## Прем'єри
Січень
- 24 січня —
  - фарс «Чєрєвічки» Василя Василька за повістю «Ніч перед Різдвом» Миколи Гоголя (реж. Володимир Борисюк, Перший український театр для дітей та юнацтва, Львів)[6]

- 30 січня —
  - «Комедія помилок» за п'єсою Вільяма Шекспіра (реж. Андрій Бакіров, Чернігівський обласний академічний український музично-драматичний театр імені Тараса Шевченка)[7].

- 31 січня —
  - «Близькість…» Патріка Мамбера (реж. Тамара Трунова, Київський академічний театр драми і комедії на лівому березі Дніпра)

Лютий
- 13 лютого —
  - «Олеся. Забута історія кохання» за мотивами повісті «Олеся» Олександра Куприна (реж. Іван Уривський, «Золоті ворота»)[8]

- 20 лютого —
  - «Баба» за п'єсою «На початку і наприкінці часів» Павла Ар'є (реж. Олексій Кравчук, Львівський академічний драматичний театр імені Лесі Українки)

- 25 лютого —
  - «SOS. Врятуйте наші душі» за Костянтином Симоновим (реж. Микола Рушковський, Театральна майстерня Миколи Рушковського[ru])

- 27 лютого —
  - «Століття Якова: Перше кохання» за романом Володимира Лиса (реж. Микола Яремків, Волинський обласний академічний музично-драматичний театр імені Тараса Шевченка)[9]

Березень
- 18 березня —
  - «Сталкери» за п'єсою «На початку і наприкінці часів» Павла Ар'є (реж. Стас Жирков, ко-продукція київських театрів «Золоті ворота» та «Молодого театру»)

- 20 березня —
  - «Momento vivre» (реж. Роман Валько, Львівський академічний театр імені Леся Курбаса)

- 21 березня —
  - «Іоланта» опера Петра Чайковського (реж. Оксана Тараненко, Одеський національний академічний театр опери та балету)

- 25 березня —
  - «Дикун» Алехандро Касони (реж. Олексій Лісовець, Київський академічний театр драми і комедії на лівому березі Дніпра)

Квітень
- 24 квітня —
  - діалог почуттів «Кохання з присмаком дощу» Кіри Малініної за романом «Очі блакитного собаки» Габрієля Гарсії Маркеса[10]

Травень
- 2 травня —
  - «Тото Відважний» Віктора Бусаренка у перекладі Надії Крат (реж. Роман Козак, Львівський театр естрадних мініатюр «І люди, і ляльки»)

- 7 травня —
  - «Тіні забутих предків» Василя Василька за повістю Михайла Коцюбинського (реж. Іван Уривський, Одеський академічний український музично-драматичний театр імені В. Василька)

- 16 травня —
  - «Перетворення» пластична драма за новелою Франца Кафки (реж. Артем Вусик, Львівський академічний драматичний театр імені Лесі Українки)[11]

- 29 травня —
  - «Співай, Лоло, співай!» Олександра Чепалова за мотивами роману «Вчитель Гнус, або Кінець одного тирана[en]» Генріха Манна та художнього фільму «Блакитний ангел» (реж. Дмитро Богомазов, Київський академічний театр драми і комедії на лівому березі Дніпра)[12]

Червень
- 4 червня —
  - «Гедда Габлер» за п'єсою Генріка Ібсена (реж.  Діана Айше, Дніпровський академічний український музично-драматичний театр імені Тараса Шевченка)[13]

- 6 червня —
  - «Палац насолод (Попи, мєнти, бабло, баби)» Віктора Понізова за мотивами п’єси «Герцогиня Амальфі» Джона Вебстера (реж. Максим Голенко, Bilyts Art Centre, м. Київ) (з 16 червня 2016 року — у репертуарі Дикого театру)

- 11 червня —
  - «Великі комбінатори» за мотивами роману «Дванадцять стільців» Ільфа і Петрова (реж. Дмитро Чирипюк, Національний академічний драматичний театр імені Івана Франка)

- 23 червня —
  - «Мости» за прозові та віршовані твори Сергія Жадана (реж. Сашко Демешко, Черкаський академічний обласний український музично-драматичний театр імені Т. Г. Шевченка)[14]

- 26 червня —
  - «Королева краси, або Перед смертю не надихаєшся» за п’єсою «Красуня з Лінена» Мартіна Мак-Дони (реж. Максим Голенко, Київський експериментальний театр «Золоті ворота»)

- 28 червня —
  - «Оце так Анна» Марка Камолетті (реж. Орест Пастух, Івано-Франківський академічний обласний музично-драматичний театр імені Івана Франка)[15]

Вересень
- 21 вересня —
  - «IYOV» опера-реквієм для підготовленого фортепіано, віолончелі, барабанів та голосів композиторів Романа Григоріва та Іллі Разумейко (реж. Влад Троїцький, NOVA OPERA) (прем'єра у рамках фестивалю Гогольfest 2015 «Мистецтво війни, любові, миру)

- 25 вересня —
  - «На початку і наприкінці часів» за одойменною п'єсою Павла Ар'є (реж. Оксана Стеценко, Харківський академічний український драматичний театр імені Тараса Шевченка)

Жовтень
- 9 жовтня —
  - «Диваки» за Василем Шукшиним (реж. Сергій Сипливий, Софія Пісьман, Театральна майстерня Миколи Рушковського[ru])

- 13 жовтня —
  - «Танець „Делі“» Івана Вирипаєва (реж. Артур Невінчаний, Київська академічна майстерня театрального мистецтва «Сузір'я»)

- 15 жовтня —
  - «Ліс» за п'єсою Олександра Островського (реж. Дмитро Богомазов, Національний академічний драматичний театр імені Івана Франка)

- 31 жовтня —
  - «Еклезіаст» за старозавітною книгою Еклезіаста (реж. Олексій Кравчук, І люди, і ляльки, м. Львів)

Листопад
- 21 листопада —
  - «Оскар» за новелою «Оскар і рожева пані» Еріка-Емманюеля Шмітта (реж. Михайло Урицький, Київський муніципальний театр ляльок)[16]

Грудень
- 11 грудня —
  - «Як двоє бідних румунів польською розмовляли» Дороти Масловської (реж. Тамара Трунова, Київський експериментальний театр «Золоті ворота»)

- - (???) «Хід конем» Василя Врублевського (реж. Наталія Тімошкіна, Житомирський академічний український музично-драматичний театр ім. Івана Кочерги)[17][18]

Без дати
- (???) «Біла Ворона» Геннадія Татарченка та Юрія Рибчинського (реж. Максим Голенко, Рівненський обласний академічний український музично-драматичний театр)[19]
- (???) «Оскар і Рожева пані» (реж. Ростислав Держипільський, Івано-Франківський академічний обласний музично-драматичний театр імені Івана Франка)[16]
- (???) «Пишка» Максима Голенка за повістю «Пампушка» Гі де Мопассаном (реж. Максим Голенко, Миколаївський академічний український театр драми і музичної комедії)

## Фестивалі
- 27 березня — 31 травня — Благодійний фестиваль мистецтв «Театральна весна» (м. Калуш)

## Нагороди
- Премія імені Леся Курбаса —
- Премії НСТДУ
  - Премія «Наш Родовід»
  - Премія імені Марії Заньковецької
  - Премія імені Мар'яна Крушельницького
  - Премія імені Панаса Саксаганського[20]
  - Премія імені Сергія Данченка
  - Премія в галузі театрознавства і театральної критики
  - Премія імені Вадима Писарєва
  - Премія імені Віктора Афанасьєва в галузі лялькового театру
  - Премія імені Федора Нірода в галузі сценографічного мистецтва
  - Премія імені Віри Левицької (США—Україна)
  - Премія імені Миколи Садовського
  - Премія імені Володимира Блавацького (США—Україна)
  - Премія імені Марка Бровуна

## Конкурси на заміщення керівних посад
- лютий — Кравчук Олексій Анатолійович, директор Львівського академічного театру «І люди, і ляльки» (на конкурс подавалися Ольга Венгжин, Наталя Руденко та Галина Лембик[21])
- 14 серпня — Чуніхін Олександр Натанович, директор театрально-видовищного закладу культури «Київського муніципального академічного театру ляльок»[22]
- 27 серпня — Неупокоєв Руслан Валентинович, художній керівник Київського державного академічного театру ляльок[23]

## Діячі театру

### Померли
Липень
- 9 липня —
  -  Костянтин Добрунов (56) — головний режисер Донецького академічного обласного драматичного театру (Маріуполь).
- 19 липня —
  -  Мойсей Розін (82) — актор, театральний режисер, театральний педагог, найбільший фахівець в області пластики, сценічного руху, сценічного бою та фехтування. Викладав у Харківському державному інституті мистецтв (1978–1999, театральний факультет). З 2000 року — професор кафедри акторської майстерності Харківської державної академії культури[24].

Серпень
- 17 серпня —
  -  Олександр Чмихалов (28) — український актор театру і озвучення. Актор Київського академічного театру юного глядача на Липках[25].

## Театральна література
- Світлана Максименко. Український театр у Львові в період німецької окупації: 1941-1944. — Львів : VT︠S︡ LNU im. Ivana Franka, 2015. — 324 с. — ISBN 978-617-10-0208-1.[26]
- Алла Підлужна. Озирнутися в радості… (Олександр Биструшкін). — Київ : «АВІАЗ», 2015. — 136 с. — ISBN 978-966-8936-96-8.